# Jennifer Scappettone
Jennifer Scappettone, née en 1972 dans la ville de New York, est une poète, traductrice et universitaire américaine. Elle enseigne les langues et littératures romanes, plus spécialement l'italien, à l'université de Chicago, depuis 2006.

## Biographie
En 2005, Jennifer Scappettone a obtenu son doctorat (Ph.D) auprès de l'université de Californie à Berkeley.
Elle a enseigné à l'université de Californie à Berkeley, à l'université Wesleyenne, à l'université de Virginie, et à la Naropa University avant de rejoindre l'université de Chicago.
Elle est régulièrement publiée dans les revues et magazines tels que : Boston Review, Asymptote, Best American Poetry Blog, Gulf Coast, Lana Turner, Washington Sqare, G A M M M, Zoland , The Brooklyn Rail, Bombay Gin, The Paper Nautilus, American Poetry review, Sibila, Poetry, etc.

## Œuvres

### Recueils de poèmes
- co écrit avec Lyn Hejinian & Etel Adnan, The Belladonna Elders Series #5, Belladonna Books, 2009, 74 p. (ISBN 9780982338704),
- From Dame Quickly, Litmus Press, 7 avril 2009, 105 p. (ISBN 9781933959061),
- The Republic of Exit 43: Outtakes & Scores from an Archaeology and Pop-Up Opera of the Corporate Dump, Berkeley, Californie, Atelos, 31 décembre 2016, 189 p. (ISBN 9781891190407)[17],
- From A chorus fosse, Madison, Wisconsin, Oxeye Press, 2017, 8 p. (OCLC 1013976068).

### Essai
- Killing the Moonlight: Modernism in Venice, New York, Columbia University Press, 1er novembre 2014, 464 p. (ISBN 9780231164320)[18].

### Articles
- (en-US) « Site Surfeit: Office for Soft Architecture Makes the City Confess », Chicago Review, Vol. 51/52, Vol. 51,‎ printemps 2006, p. 70-76 (7 pages) (lire en ligne ),
- (en-US) « Utopia Interrupted: Archipelago as Sociolyric Structure in A Draft of XXX Cantos », MLA Journals, volume 122, N° 1,‎ janvier 2007, p. 105–123 (19 pages) (ISSN 0030-8129, lire en ligne ),
- (en-US) « “Più mOndo i: / tUtti!”: Traffics of Historicism in Jackson Mac Low’s Contemporary Lyricism », Modern Philology, volume 105, N° 1,‎ août 2007, p. 185-212 (28 pages) (lire en ligne),
- (en-US) « Response to Jennifer Ashton Bachelorettes, Even: Strategic Embodiment in Contemporary Experimentalism by Women », Modern Philology, volume 105, N° 1,‎ 2008 (lire en ligne),
- (en-US) « Versus Seamlessness: Architectonics of Pseudocomplicity in Tan Lin's Ambient Poetics », Boundary 2,‎ 1er août 2009, p. 63–76 (lire en ligne),
- (en-US) « Tuning as Lyricism: The Performances of Orality in the Poetics of Jerome Rothenberg and David Antin », Critical Inquiry, Vol. 37, No. 4,‎ été 2011, p. 782-786 (5 pages) (lire en ligne ),
- « Une Arcadie des ordures », ,Vacarme N° 79,‎ février 2017, p. 104-107 (lire en ligne),
- (en-US) « Of Fishiness, Flesh, and the Radical Undead », Boston Review,‎ 17 septembre 2014 (lire en ligne),
- (en-US) « Festina Lente: Invention of the Modernist Poet as Editor in the City of Aldus », Paideuma: Modern and Contemporary Poetry and Poetics, Vol. 42,‎ 2015, p. 57-84 (28 pages) (lire en ligne ),
- (en-US) « The thick and the slow of knowledge », Jacket 2,‎ 8 juin 2015 (lire en ligne),
- (it) « La santità dei santi padri », Alfabeta 2,‎ 14 mars 2015 (lire en ligne),
- (it) « Venezia ovvero il presente discontinuo », Alfabeta 2,‎ 9 avril 216 (lire en ligne),
- (en-US) « Chloris in Plural Voices: Performing Translation of A “Moonstriking Death” », Translation Review, volume 95, n°1,‎ 26 juillet 2016 (lire en ligne ),
- (en-US) « I 0we v. I/O. Poetics of veil-piercing on a corporate planet », Jacket 2,‎ 14 décembre 2016 (lire en ligne).

### Traductions
- Locomotrix: Selected Poetry and Prose of Amelia Rosselli, a Bilingual Edition, University of Chicago Press, 15 mars 2012, 340 p. (ISBN 9780226728834)[19].

### Expositions
- Of the Monitor’s Fight, exposée à la Una Vetrina Gallery, Rome, September 2015[20],
- Leave Loom: A Memory, à la WUHO Gallery de la Woodbury University, 2015[21],
- Trash Triptych, Descrizione del Mondo, exposée à la Unione Culturale Antonicelli de Turin, printemps - été 2015[22],
- Neosuprematist Webtexts, exposée à Gand et organisée par Infusoria[23], 2009[24].

## Prix et distinctions
2012 : prix de l'Academy of American Poets’s biennial Raiziss/De Palchi Book Translation Awards.